# 1571
1571 (MDLXXI) fue un año común comenzado en lunes del calendario juliano.

## Acontecimientos
- 24 de mayo: Quema de Moscú durante el ataque del kanato de Crimea.
- 24 de junio: fundación de Manila por Miguel López de Legazpi.
- 24 de septiembre: siguiendo la petición de la reina Juana III de Navarra, publicación por Joanes Leizarraga de la traducción en euskara del Nuevo Testamento.
- 7 de octubre: Batalla de Lepanto, victoria de la Liga Santa al mando de don Juan de Austria sobre la flota del Imperio otomano.

## Nacimientos
- 15 de febrero: Michael Praetorius, compositor alemán (m. 1621)
- 11 de mayo: Niwa Nagashige, daimio japonés (m. 1637)
- 18 de octubre: Wolfgang Ratke, educador alemán (m 1635)
- 29 de septiembre: Michelangelo Merisi da Caravaggio, pintor italiano (f. 1610)
- 9 de diciembre: Metius, matemático neerlandés (f. 1635)
- 27 de diciembre: Johannes Kepler, astrónomo alemán (f. 1630)
- Tirso de Molina.

## Fallecimientos
- 14 de febrero: Odet de Coligny, Cardenal de Châtillon, convertido al protestantismo (n. 1517)